# Oplonia multigemma
Oplonia multigemma är en akantusväxtart som beskrevs av A. Borhidi. Oplonia multigemma ingår i släktet Oplonia och familjen akantusväxter. Inga underarter finns listade i Catalogue of Life.